# The Palazzo
The Palazzo é um hotel, cassino e resort localizado na Las Vegas Strip em Paradise, Nevada. O hotel tem ligação com o The Venetian. Possui 195.7 metros (642 pés) de altura.
O cassino aparece no filme Treze Homens e um Novo Segredo.